# Тайбей Арена
Тайбей Арена — багатоцільовий стадіон у столиці Тайваню, Тайбеї, яким керує Тайбейська корпорація швидкого транспорту. Побудований у 2005 році великий багатоцільовий стадіон може приймати великі міжнародні спортивні змагання, такі як катання на ковзанах, хокей, гімнастика, гандбол, баскетбол, теніс, бадмінтон, настільний теніс, внутрішній футбол, бокс, дзюдо, карате, тхеквондо та боротьба.

## Будівля
Його спроєктувала архітектурна фірма з Тайбея «Архазія», і Populous, Канзас-Сіті, Міссурі, дизайнерська та архітектурна фірма, що спеціалізується на спортивних об'єктах. Він розташований на місці колишнього Тайбейського муніципального бейсбольного стадіону (побудований у 1958 році, відкритий у 1959 році, знесений у 2000 році). Арена була відкрита 1 грудня 2005 року. Головна арена має регульовану площу: її мінімальна площа становить 60 × 30 м і може бути розширена до 80 × 40 м.
Хокейна ліга Китайського Тайбея грає на допоміжній арені, яка є ковзанкою розміром 60 × 30 м. Зараз у підвалі розташовані два великі газотурбінні генератори, які будуть використовуватися для навколишнього району під час надзвичайних ситуацій.

## Небесний Екран Тайбей Арени

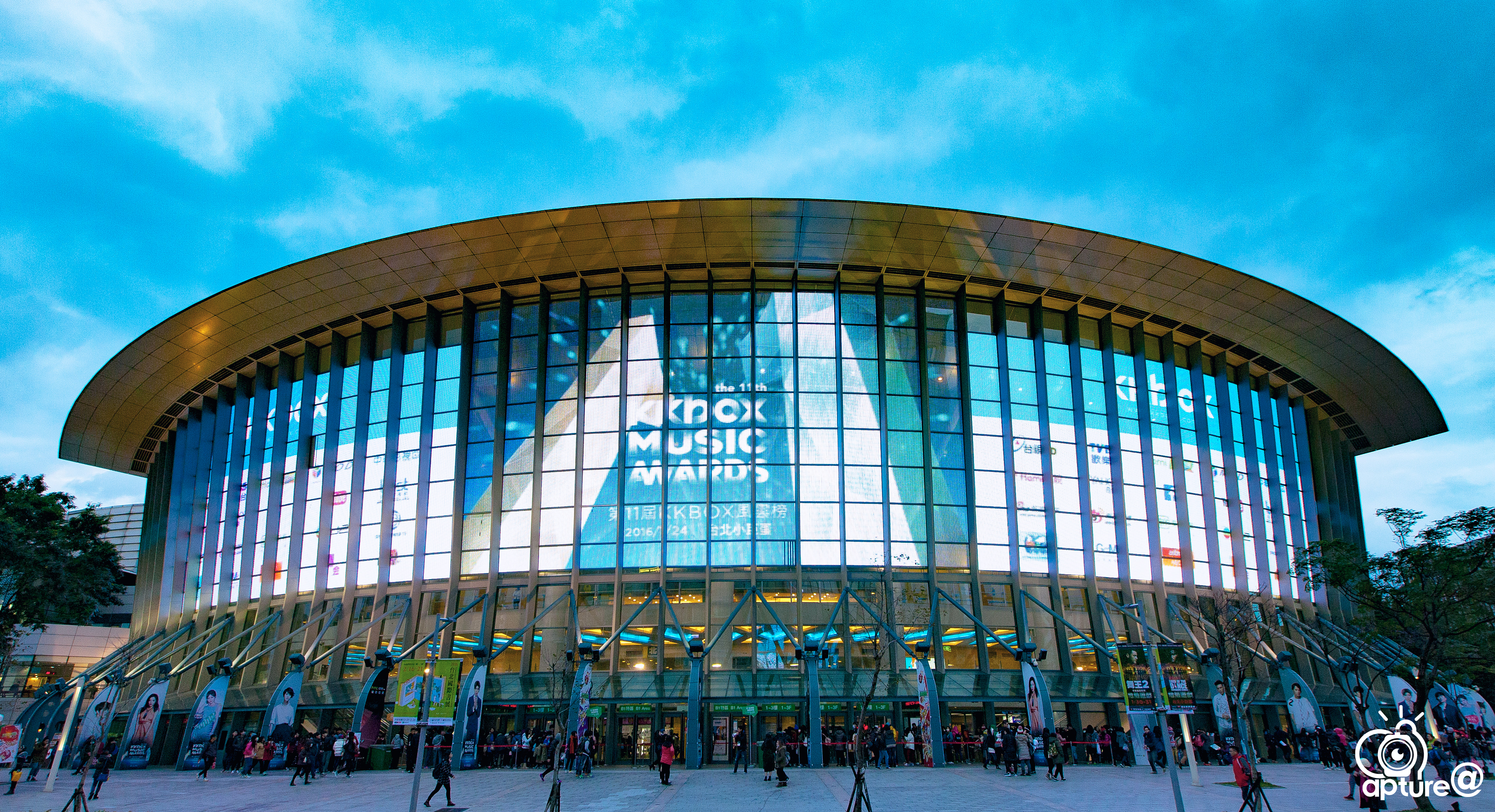
Небесний Екран Тайбей Арени

Небесний Екран Тайбей Арени був побудований у грудні 2006 року на зовнішній скляній стіні Тайбей Арени. На той час це був найбільший світлодіодний дисплей у світі.
Екран — це зовнішній динамічний дисплей типу довгої дуги з вбудованим датчиком освітленості, який дозволяє світлодіодам регулювати власну яскравість відповідно до навколишнього освітлення. Він був побудований компанією «Оптотех» і наразі управляється компанією «Нова Медіа». Він працює 24 години на добу та 365 днів на рік, показуючи в основному корпоративну рекламу, прямі трансляції та візуальний творчий доповнений вміст.
Екран також залучає свою аудиторію через міжекранні інтерактивні події та програми.

## Події
З моменту відкриття у 2005 році Арена прийняла більше мистецьких і культурних заходів (таких як живі концерти), ніж спортивних подій, для яких вона спочатку була розроблена та побудована. Серед них «Дісней на льоду», «Цирк дю Солей» і Коти.
Нерозважальні події:
- Церемонія інавгурації та урочистості президента Ма Інцзю та віцепрезидента Сяо Ваньчана 20 травня 2008 року.

Дати невідомі:
- Джолін Цай дала свій перший концерт на Арені в листопаді 2006 року під час свого світового туру «Танці назавжди».
- Азійський тур японської співачки Аюмі Хамасакі, на який було розкуплено понад 10 000 квитків за 1 годину. Це був перший концерт на цьому майданчику, на якому виступив виконавець Джей-поп.
- Світове турне «Зірковий Тур» тайванської попзірки аборигенів Чан Хуей-мея.
- Ірландсько-американський танцюрист і музикант Майкл Флетлі повторює свою роль «Володар Танцю» у турі «Ноги полум'я» 2009.
- Гра «Індіана Пейсерз» проти «Денвер Наггетс» була першою грою (США) Національної баскетбольної асоціації, проведеною в країні ще у 2009 році.
- У ротації на Чемпіонат Чотирьох Континентів з фігурного катання. Місце проведення часто приймає чемпіонат Міжнародного союзу фігурного катання для Америки, Азії, Океанії та Африки.

Щорічні заходи:
- Щорічна програма напередодні китайського Нового року «Суперзірка»[en] (кит.: 超級巨星紅白藝能大賞) проводиться щорічно з 2011 року. Спеціальна трансляція в прямому ефірі заснована на спеціальній новорічній програмі Японської телерадіомовної корпорації «Пісенний турнір Червоних та Білих»[5].

## Транспорт
До Тайбей Арени можна дістатися зі станції метро Тайбей Арена.